# Saurogobio gracilicaudatus
Saurogobio gracilicaudatus är en fiskart som beskrevs av Yao och Yang, 1977. Saurogobio gracilicaudatus ingår i släktet Saurogobio och familjen karpfiskar. Inga underarter finns listade i Catalogue of Life.